# Jean-René Lemoine
Jean-René Lemoine (n. 19 iunie 1959, Haiti) este un dramaturg și actor din Haiti, care locuiește la Paris din 1989.
Comedia sa Erzuli Dahomey, zeița iubirii a primit premiul SACD pentru dramaturgie în limba franceză în 2009 și a intrat în repertoriul Comédie-Française în 2012 (Théâtre du Vieux-Colombier).

## Filmografie

### Filme de cinema

#### Actor
- 1984: Cinderella '80, regizat de Roberto Malenotti
- 1985: Miranda, regizat de Tinto Brass
- 1992: All Ladies Do It, regizat de Tinto Brass
- 2001: Confession d'un dragueur, regizat de Alain Soral
- 2017: Montparnasse Bienvenue, regizat de Léonor Serraille[4]

#### Scenarist
- 2009: Moloch Tropical, regizat de Raoul Peck

### Filme de televiziune
- 1987: Ellepi, regizat de Roberto Malenotti - film TV
- 2012: 28' - serial TV , ep. 1

## Opera (selecție)
- L'Adoration, Carnières, Lansman Editions, «Théâtre à l'affiche», 2003, 35 p. ISBN: 978-2-87282-387-1
- Ecchymose, Besançon, Les Solitaires Intempestifs, «Bleue», 2005, 48 p. ISBN: 978-2-84681-137-8
- Face à la mère, Besançon, Les Solitaires Intempestifs, «Bleue», 2006, 64 p. ISBN: 978-2-84681-176-7
- Erzuli Dahomey, déesse de l'amour, Besançon, Les Solitaires Intempestifs, «Bleue», 2009, 96 p. ISBN: 978-2-84681-267-2. Premiul SACD pentru dramaturgie în limba franceză, 2009
- Iphigénie, follow In memoriam, Besançon, Les Solitaires Intempestifs, «Bleue», 2012, 64 p. ISBN: 978-2-84681-313-6
- Médée poème enragé (urmat de) Atlantides, Les Solitaires Intempestifs, «Bleue», 2013, 80 p.[5]ISBN: 978-2-84681-521-5
- Atlantides (urmat de) Le Voyage vers Grand-Rivière, Les Solitaires Intempestifs, «Jeunesse», 2014, 64 p.[6] ISBN: 978-2-84681-436-2
- Vents contraires, Les Solitaires Intempestifs, «Bleue», 2016, 96 p.[7]